# Устав Строгого соблюдения
Устав Строгого соблюдения (нем. Strikte Observanz) — один из масонских уставов, включавший в себя ряд последовательных градусов, которые присваивались «Орденом Строго соблюдения», масонской организацией 18-го века. Устав Строгого соблюдения не практикуется с 1782 года, после того, как он был реформирован в Исправленный шотландский устав.

## История устава

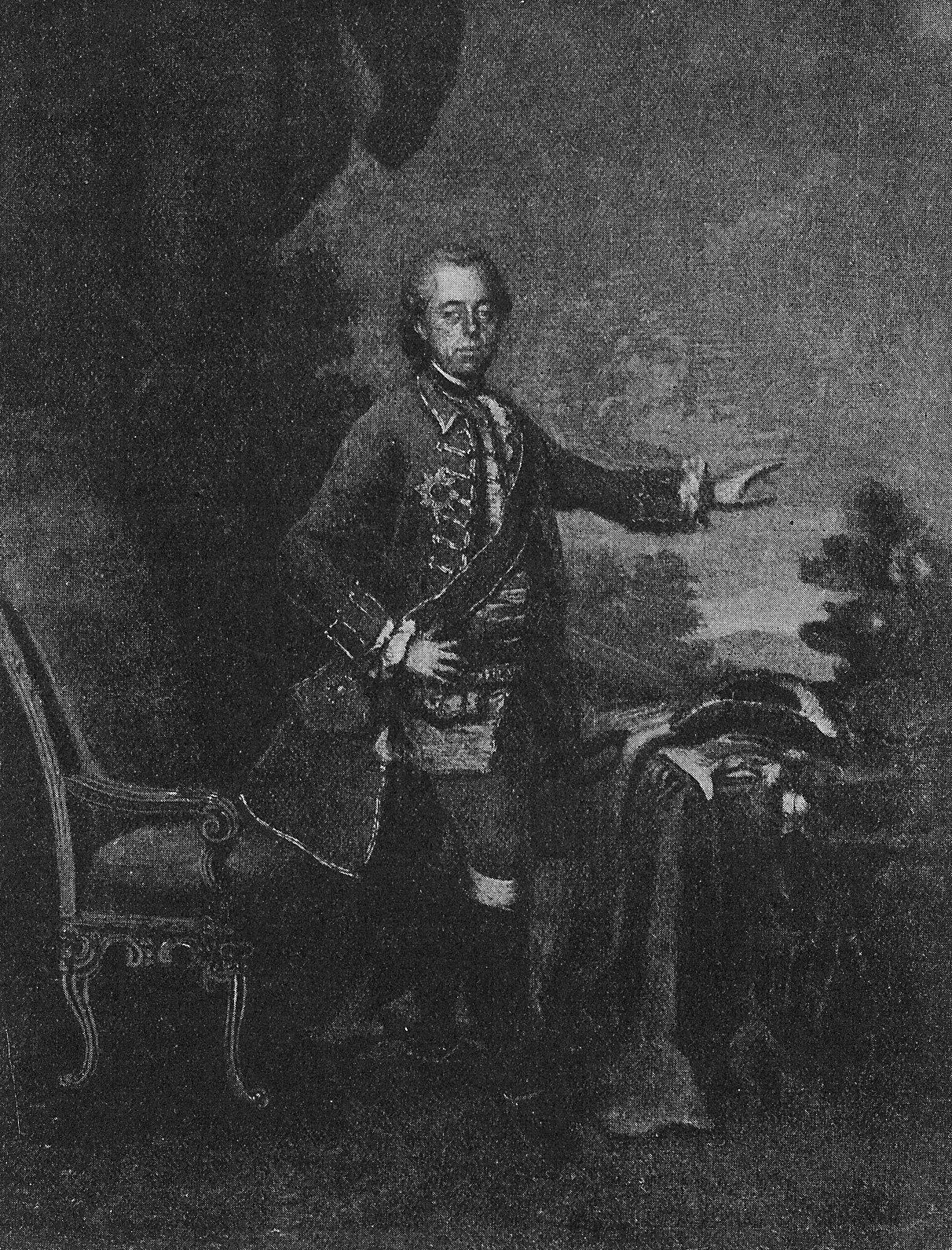
Карл Готтхельф фон Хунд

Барон Карл Готхельф фон Хунд (1722—1776) ввёл в Германии новый Шотландский устав, который он впоследствии переименовал в «Исправленное масонство», а после 1764 года — в «Строгое соблюдение», ссылаясь на английскую систему масонства, как на «Позднее соблюдение».
Устав обратился к немецкой национальной идее, что привлекло людей не дворянского происхождения, а также, по неофициальной информации, устав управлялся «высшими неизвестными». Строгое соблюдение концентрировало своё внимание на реформе масонства, при этом особый упор был сделан на ликвидацию оккультных наук, которые в то время широко практиковались во многих ложах. Это делалось для создания в масонстве сплоченности и однородности благодаря соблюдению строгой дисциплины и исполнения должностных обязанностей.
Несмотря на первоначальную популярность устава, среди его членов со временем начало расти недовольство из-за того, что они не допускались к посвящению в тайны высших неизвестных («вознесенных мастеров», которые как позже утверждалось, были жрецами тамплиеров), что и привело «Устав строгого соблюдения» к тому, что члены ордена стали терять к нему интерес. После смерти Карла Хунда работы в нём окончательно прекратились, а сам устав был реформирован к 1782 году.
Причиной, по которой пресёкся «Устав Строгого соблюдения» было ещё и то, что многие масоны различных масонских систем описывали его, как устав не соответствующий заявленным масонским принципам и целям. Форма управления орденом была весьма иллюзорна и непрозрачна, она концентрировалась вокруг высших неизвестных, которые никогда не существовали, а всё, что передавалось членам ордена от их имени, было плодом фантазий самого Карла фон Хунда.

### Градусы устава
1. Ученик
2. Подмастерье
3. Мастер-масон
4. Шотландский мастер
5. Новиций
6. Рыцарь храма
7. Рыцарь-исповедник

## Исправленный шотландский устав
Главным теоретиком и разработчиком «Исправленного шотландского устава» (ИШУ) был Жан-Батист Виллермоз. Этот знаменитый масон осуществил лионские реформы французского филиала «Устава строгого (тамплиерского) соблюдения» на конвенте в Галлии в 1778 году. В новом уставе были задействованы элементы Устава Рыцарей-масонов избранных коэнов Вселенной и были убраны любые упоминания о тамплиерах.
Эволюция и трансформация ИШУ происходила на конвентах в Лионе, в 1778 году, и в Вильгельмсбаде, в 1782 году, что и привело к завершению формирования «Исправленного шотландского устава» в 1782 году.
На конвенте в Вильгельмсбаде «Устав Строгого соблюдения» окончательно прекратил своё существование.